# Scopula improba
Scopula improba là một loài bướm đêm trong họ Geometridae.